# Gornja Previja
Gornja Previja (en serbe cyrillique : Горња Превија) est un village de Bosnie-Herzégovine. Il est situé dans la municipalité de Ribnik et dans la république serbe de Bosnie. Selon les premiers résultats du recensement bosnien de 2013, il compte 116 habitants.

## Démographie

### Évolution historique de la population dans la localité
| 1948 | 1953 | 1961 | 1971 | 1981 | 1991 | 2013 |
| ---- | ---- | ---- | ---- | ---- | ---- | ---- |
| -    | -    | 241  | 256  | 235  | 163, | 116  |

|  |

### Répartition de la population par nationalités (1991)
En 1991, les 163 habitants du village étaient tous serbes.

### Communauté locale
En 1991, Gornja Previja faisait partie de la communauté locale de Previja qui comptait 2 617 habitants, répartis de la manière suivante :